# Mortyr
Mortyr – seria gier komputerowych typu FPS produkcji Mirage Interactive i City Interactive, wydanych w latach 1999–2008 na komputery osobiste.

## Mortyr
Akcja gry rozpoczyna się w 2093 roku w alternatywnym świecie rządzonym od wielu lat przez nazistów. W czasie II wojny światowej, gdy szala zwycięstwa przechyliła się na stronę aliantów, Niemcy zbudowali wehikuł czasu i za jego pomocą ściągnęli z przyszłości potężny artefakt. Dzięki jego mocy w 1944 roku przeprowadzili zwycięską kontrofensywę i opanowali cały świat.
Jeden z naukowców pracujących nad maszyną – profesor Jürgen Mortyr, zauważył, że ciągłe eksperymenty z czasoprzestrzenią przyczyniły się do katastrofalnych zmian w klimacie. Będąc w głębi duszy przeciwnikiem ustroju nazistowskiego (zmuszonym do pracy pod groźbą śmierci) postanowił zmienić bieg historii i ocalić świat zarówno przed hitlerowcami jak i ekologiczną zagładą. Wysłał swojego syna Sebastiana do 1944 roku, czyli w czasy poprzedzające zbudowanie maszyny, z zadaniem zebrania i zniszczenia całej konstrukcji wehikułu i zlikwidowania chroniących maszynerię niemieckich komandosów.
To zadanie okazało się dla Sebastiana bardzo wyczerpujące, lecz wykonał tylko połowę swojej misji. Wrócił do 2093 roku. Tam musiał zniszczyć artefakt, by naziści nigdy już nie mogli wejść w jego posiadanie. Mortyr dostał się do pilnie strzeżonego lotniska, gdzie porwał statek kosmiczny i nim doleciał do Latającej Fortecy – niemieckiej stacji orbitalnej, gdzie przechowywana była najpotężniejsza broń. Pokonując oddziały androidów i systemy bezpieczeństwa dotarł do Strażników – trzech ciężko uzbrojonych robotów, w których znajdują się klucze do bram artefaktu. Po kilkugodzinnej walce pokonał je. Sebastian Mortyr, wykonując wolę ojca, podłożył ładunki wybuchowe w sali z artefaktem i wysadził go, raz na zawsze uniemożliwiając zepchnięcie biegu historii na inne tory.

## Mortyr II: For Ever
Druga część serii Mortyr została wydana w październiku 2004.
Głównym bohaterem Mortyra 2 jest nowa postać, Sven, jednakże wywodząca się z tej samej rodziny co Sebastian. Akcja została ponownie osadzona w czasach II wojny światowej. I tym razem członek bohaterskiego rodu musiał zniszczyć tajną broń nazistów. Swój szlak bojowy rozpoczął w Norwegii, gdzie zabija niemieckiego generała i niszczy skład paliwa na pobliskim lotnisku. Następnie, ląduje awaryjnie w Polsce, gdzie pomaga Rosjanom w zniszczeniu olbrzymiego działa, toczy walkę z potężnym czołgiem Mausem i próbuje uratować naukowca. Przemierzył III Rzeszę (zaanektowaną Czechosłowację, Węgry i Jugosławię), gdzie zginął jego jedyny kompan – Gunnar. Finalną walkę stoczył w górskim rejonie Grecji. Tam, w piwnicach prawosławnego klasztoru położonego na wzgórzu, odkrył i zniszczył najgorszą nuklearną „Wunderwaffe” i pokonał bezlitosnego klona ojca Sebastiana, którego to Niemcy przysłali z przyszłości.

## Mortyr III: Akcje dywersyjne
Gra za granicą Polski nazywa się Battle Strike Force of Resistance. Wydana przez Polskie studio CITY Interactive w sierpniu 2007 roku.
Bohaterem Mortyra III jest Anglik pochodzenia polskiego, John Mortyr, który wstąpił do oddziałów cichociemnych. Został zrzucony w Górach Świętokrzyskich, a także w rejonie Bochni, Płocka oraz Warszawy. Jego głównym zadaniem było wszelakie wspieranie partyzantki polskiej – wysadzanie mostów, likwidowanie oficerów, atak na konwoje itp. Ostatecznym jego celem było zniszczenie niemieckich instalacji broni masowego rażenia. Akcja gry toczy się w 1943 roku. Liczy ona 8 misji.

## Mortyr: Operacja Sztorm
Akcja gry ma miejsce w roku 1942, a grający wciela się w postać tytułowego bohatera – Jana Mortyra, który na zlecenie BSS ląduje w Niemczech, aby zlikwidować kluczowe dla III Rzeszy osoby: Josepha Goebbelsa, Heinricha Himmlera i Hermanna Göringa.
By wykonać powierzone mu zadanie Mortyr odwiedził niewielkie francuskie miasteczko Vierville, ufortyfikowany zamek w Niemczech oraz kompleks tajnych podziemnych fabryk w Górach Sowich. Pomimo wielkich trudności osiągnął wszystkie cele. Zlikwidował trzech niemieckich dowódców i wysadził w powietrze kompleks rakietowy. Odmienił tym bieg wojny.
Za generowanie grafiki w Operacji „Sztorm” odpowiada silnik Jupiter EX – znany z m.in. gry F.E.A.R.. Precyzyjne odwzorowane fizyki świata gry oparte jest na silniku Havok.
W grze znajduje się także tryb dla wielu graczy. Na jednym serwerze może zmieścić się maksymalnie 16 graczy. Tryby rozgrywki to m.in.: DeathMatch, Team DeathMatch, Capture the Flag oraz Control. Na potrzeby gry wieloosobowej przygotowane zostały trzy specjalne mapy.